# وور كرافت 3: عهد الفوضى
ووركرافت الجزء الثالث: عهد الفوضى (بالإنجليزية: Warcraft III: Reign of Chaos) هي لعبة فيديو إستراتيجية ذو طابع خيالي بنمط استراتيجية الوقت الحقيقي تم تطوير اللعبة ونشرها بواسطة بليزارد إنترتينمنت، تم إصدار اللعبة في يوليو 2002 وهي تكملة للجزء الثانية من لعبة ووركرافت 2 : العفاريت والبشر Warcraft: Orcs &amp; Humans ، تم تعيين اللعبة في عالم ووركرافت الخيالي، وهي الأولى من نوعها في تقديم البعد الثالث. كما تم إصدار حزمة توسعة لهذه اللعبة تحت مسمى ووركرافت 3: (العرش المجمد) في يوليو 2003.
يتم وضع هذه اللعبة بعد عدة سنوات من أحداث ووركرافت 2، وتحكي القصة عن محاولة الفيلق المُحترق لغزو العالم الخيالي (أزيروث) وذلك بمساعدة جيش من الزومبي وبقيادة الزعيم آرثاس منيثيل.تحيث تتشارك الجهود البشرية المكونة من أورك هورد والجان الليلي للتحالف ضدهم لمنعهم من إفساد شجرة العالم.
في اللعبة، كما هو الحال في العديد من ألعاب الإستراتيجية في الوقت الحقيقي (RTS)، يقوم اللاعبون بجمع الموارد وتدريب الوحدات الفردية والأبطال وبناء القواعد من أجل تحقيق الأهداف المختلفة (في وضع اللاعب الفردي) أو هزيمة لاعب العدو. يمكن اختيار أربعة فصائل قابلة للعب من: البشر، والعفاريت (وكلاهما ظهر في الألعاب السابقة) وفصيلين جديدين: الجان الليلي وأوندد. تم تصميم حملة ووركرافت 3 ذات اللاعب الفردي بشكل مشابه لحملة ستار كرافت. يمكن للاعبين أيضًا لعب المباريات ضد الكمبيوتر، أو ضد الآخرين - باستخدام شبكة محلية (LAN) أو منصة ألعاب Battle.net من بليزارد.
تلقت اللعبة إشادة من النقاد، حيث أشادوا بعرض اللعبة وميزات لعبة الفيديو الجماعية. وتعتبر مثالاً حي لألعاب الفيديو RTS (إستراتيجية الوقت الحقيقي). كما حققت ووركرافت 3 نجاحًا تجاريًا وصل إلى شحن 4.4 مليون نسخة إلى متاجر البيع بالتجزئة،  وبيعَ أكثر من مليون نسخة في غضون شهر. في عام 2020، أصدرت بليزارد نسخة معدلة من كل من ووركرافت 3 وتوسعتها ذا فروزن ثرون، تحت مُسمى ووركرافت 3: ريفورجد.

## أسلوب اللعب
تدور أحداث ووركرافت 3 على خريطة ذات أحجام مُختلفة، فيها السهول الكبيرة والحقول، وهناك ميزات التضاريس كالأنهار والجبال والبحار والمنحدرات. تم إخفاء الخريطة في البداية عن الأنظار ولا تصبح مرئية إلا من خلال الاستكشاف. المناطق التي لم تُعد في مرمى البصر مُغطاة بضباب الحرب، بمعنى أنها تبقى لا مرئية، وتحركات قوات العدو وتشييد المباني تظل لا مرئية كذلك. أثناء اللعبة، يجب على اللاعبين إنشاء مستوطنات لاكتساب الموارد، والدفاع ضد الآخرين، وتدريب الوحدات لاستكشاف الخريطة ومحاربة الأعداء الذين يتحكم فيهم الكمبيوتر. هناك ثلاثة موارد رئيسية تتم إدارتها في ووركرافت 3: الذهب، والخشب، والطعام. الأولان مطلوبان لبناء الوحدات والمباني، بينما يقيد الطعام الحد الأقصى لعدد الوحدات التي يمكن امتلاكها في نفس الوقت. بالإضافة إلى ذلك، يُعني نظام «الصيانة» الجديد أن إنتاج وحدات بمبالغ معينة سيقلل من كمية الذهب التي يمكن للمرء أن يكتسبها، مما يُجبر اللاعبين على التركيز على اللعب بعدد محدود من الوحدات لتجنب العقوبات.
تعرض اللعبة الوحدات والمباني بالإضافة إلى البيئة من منظور كلاسيكي من أعلى إلى أسفل بزاوية طفيفة لا يمكن تكبيرها وتدويرها إلا قليلاً. تتميز اللعبة بواجهة ثابتة في الجزء السفلي من الشاشة وتعرض خريطة مصغرة، والمعلومات حول الوحدة المُحددة حاليًا أو مجموعة الوحدات والإجراءات المُحتملة لهذه الوحدة أو المبنى. إذا تم تحديد عدة وحدات، تقوم اللعبة تلقائيًا بتجميعها حسب النوع، مما يسمح بإعطاء جميع الوحدات من نفس النوع أوامر خاصة (مثل استخدام مهاراتهم). يعرض شريط علوي صغير الوقت الحالي من اليوم بالإضافة إلى الموارد المملوكة حاليًا ومستوى الصيانة الحالي. كما تعرض الزاوية اليسرى العلوية صورة لبطل (اللاعب) للوصول السريع. إذا لم يكن لدى وحدات العمال مهام للقيام بها، يتم عرض أيقوناتهم في الزاوية اليسرى السفلية لتسهيل المهمة.
تتميز ووركرافت 3 بأربعة فصائل قابلة للعب: التحالف البشري - تحالف من البشر والأقزام والجان - والأورك هورد - المكونة من الأورك، المتصيدون، وتورين المستوحاة من المينوتور- حيث يعودون من الألعاب السابقة في حين أنديد سكورج والجان اللليلي فصيلين جديدين. كما هو الحال في ستار كرافت، يحتوي كل سباق على مجموعة فريدة من الوحدات والهياكل والتقنيات ومنهجية بناء القواعد.
تقدم اللعبة أيضًا وحدات زاحفة يتم التحكم فيها بواسطة الكمبيوتر معادية لجميع اللاعبين. تحمي الزاحفة المناطق الرئيسية مثل مناجم الذهب أو المباني المحايدة، وعندما تقتل، توفر نقاط الخبرة والذهب والعناصر الخاصة التي يمكن للأبطال استخدامها. قدمت ووركرافت 3 أيضًا دورة نهارية / ليلية إلى السلسلة. إلى جانب وجود مزايا أو عيوب لبعض الأعراق، فإن معظم الوحدات الزاحفة تنام ليلًا، مما يجعل الاستكشاف الليلي أكثر أمانًا؛ ومع ذلك، يتم أيضًا تقليل الرؤية لمعظم الوحدات. بالإضافة إلى ذلك، تصبح بعض وحدات الجان اللليلي غير مرئية في الليل عندما لا تتحرك. التغييرات الطفيفة الأخرى في طريقة اللعب كانت بسبب التضاريس ثلاثية الأبعاد. على سبيل المثال، تتمتع الوحدات الموجودة على جرف أو منحدر بميزة سهولة الهجوم على الوحدات بارتفاعات مُنخفضة.
بالإضافة إلى ذلك، تضيف ووركرافت 3 بوحدات جديدة قوية تسمى الأبطال. لكل وحدة من وحدات الأعداء التي تُقتَل، يكتسب البطل نقاط خبرة، والتي تسمح للبطل بالارتقاء إلى المستوى الأعلى وهو 10. يؤدي التقدم في المستوى إلى زيادة سمات البطل ويسمح أيضًا للبطل باكتساب خيارات تعويذة جديدة (جلب عناصر لعبة فيديو لعب الأدوار إلى السلسلة). يمكن لبعض قدرات الأبطال تعزيز وحدات الحلفاء. يمكن لجميع الأبطال تجهيز العناصر لزيادة المهارات والدفاع والقدرات الأخرى. في المستوى السادس، يمكن للبطل الحصول على مهارة «نهائية» أقوى من التعاويذ الثلاث الأخرى التي يمتلكها البطل. يمكن للأبطال أيضًا الاستفادة من الموارد الطبيعية المتنوعة الموجودة في جميع أنحاء الخريطة، مثل الشخصيات التي يمكن التحكم فيها من غير اللاعبين، والأسواق التي يمكن للبطل فيها شراء عناصر قابلة للاستخدام. في كثير من الأحيان، تصبح وحدات البطل هي العامل الحاسم في تحديد الفائز.

## المُلخص

### الإعداد والشخصيات
تدور أحداث ووركرافت 3 في العالم الخيالي للأزيروث. قبل عدة سنوات من أحداث اللعبة، أفسد جيش شيطاني يُعرف باسم الفيلق المُحترق the Burning Legion عرقًا يسمى الأورك عازمًا على تدمير أزيروث، وأرسل الأورك عبر بوابة لمهاجمة أزيروث. تم عرض هذه الأحداث سابقًا في ووركرافت 2 باجزاء: الأورك & البشر و مدّ الظلام و ما وراء البوابة المظلمة. بعد سنوات عديدة من القتال، هُزمت الأورك على يد تحالف من البشر والأقزام والجان المُعروف باسم التحالف. تم اقتياد الأورك الناجين إلى مُعسكرات الاعتقال، حيث بدا أنهم فقدوا شهوتهم للمعركة. مع عدم وجود عدو مشترك، أعقب ذلك بدأت فترة السلام، لكن الحلف بدأ في الانقسام.

### القطعة
تبدأ اللعبة مع زعيم الأورك، ثرول، مُستيقظًا من كابوس يحذره من عودة الفيلق المُحترق. بعد لقاء قصير مع كائن غير معروف، وخوفًا من أن حلمه كان رؤية أكثر من كونه كابوسًا، قاد قواته في رحلة جماعية من لديرون إلى أراضي كاليمدور المنسية.
في هذه الأثناء، يدافع أرثاس عن قرية ستراهنبراد من الأورك. ثم ينضم إلى فرق تساعده في تكوين وباء سريع الانتشار، والذي يقتل ويحول الضحايا من البشر إلى الموتى الأحياء. يقتل أرثاس منشئ الطاعون، كلثوزاد، ثم يطهر مدينة ستراثولمي المصابة مما دفع جاينا للانفصال عنه. يفشل المُبعوث في إقناع القادة البشريين الآخرين بالفرار غربًا، ويتوسل لجاينا للذهاب إلى كاليمدور. يُلاحق أرثاس اللورد مالجانيس إلى القارة الجليدية في نورثريند، حيث يساعد صديقه القديم مرادين برونزيبيرد في العثور على سيف قوي يسمى فروستمورن. عندما أخبره أن المُبعوث قد استدعى قواته، بدأ يفقد عقله ويهندس لحرق سفنه لمنع عودتهم. يجد أرثاس وموردين في النهاية فروستمورن لكن تعلما أن السيف ملعون. بغض النظر عن التحذير، يقدم أرثاس روحه للحصول على السيف الذي يؤدي إلى طرد موردين (وافترض أنه ميت) بقطعة من الجليد عند إطلاق فروستمورن. يذبح أرثاس مالجانيس بالسيف ويعود إلى لورديرون حيث يقتل والده الملك تيريناس.
مع تحرك الفيلق المحترق نحو جبل هيجل في نيته لإفساد شجرة العالم وبالتالي العالم بأسره، يشكل البشر والأورك والجان الليلي تحالفًا مترددًا في إطلاق الفخ على الفيلق المحترق. تمكنوا من تأخير الفيلق لفترة كافية لتجميع العديد من أرواح الأسلاف في شجرة العالم وتدمير أرشموند أثناء محاولته الوصول إليها، ولكن بفعل ذلك، يفقد الجان الليلي خلودهم وسوف تتلاشى قوتهم على الطبيعة تدريجيًا بمرور الوقت، على الرغم من إنهم لا يمانعون. يأتي السلام مرة أخرى إلى كاليمدور بينما تتلاشى قوات الفيلق المحترق بالهزيمة. بعد ذلك، صرح مديف، في مونولوج أخير، أنه بحاجة إلى تعليم العالم أن الأوصياء لم يعودوا ضروريين لرعاية أزيروث وأنه مقتنع بأن مهمته قد اكتملت الآن. ثم يختفي مديف، مشيرًا إلى أنه سيأخذ مكانه بين أساطير الماضي.

## التطوير

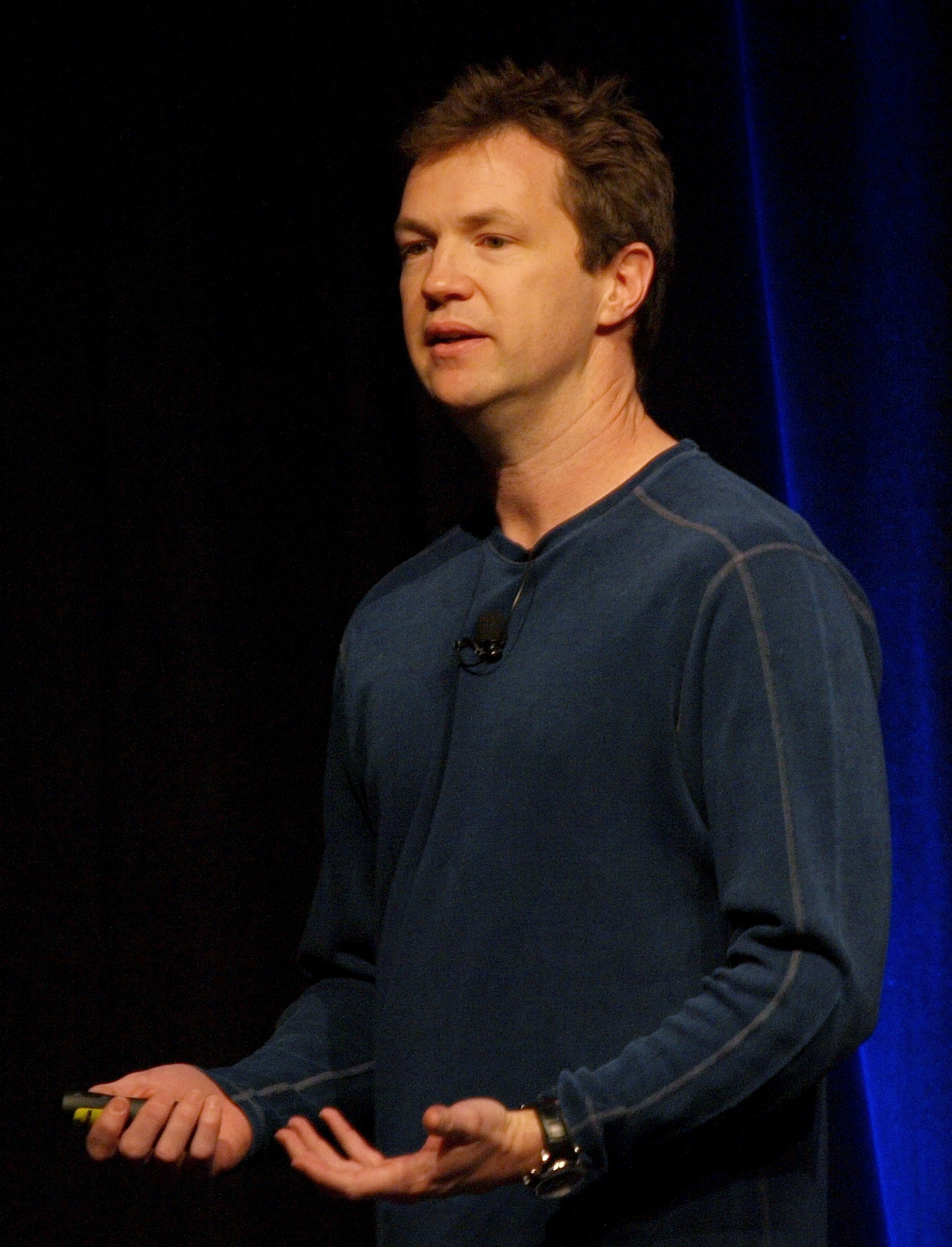
روب باردو ، المُصمم الرئيسي

بعد نجاح لعبة ووركرافت 2 (1995) وووركرافت 2: ما وراء البوابة المظلمة (1996)، خططت بليزارد في مواصلة القصة بلعبة مغامرات تعتمد على النقر والإشارة تسمى مغامرات ووركرافت: السيد العشائر. كان من المُفترض أن تحكي هذه اللعبة قصة ثرول من نشأته في الأسر إلى أن يصبح زعيم عشيرته. ومع ذلك، في عام 1998، ألغت بليزارد السيد العشائر لعدم استيفاء معايير الجودة للشركة. تم عمل قصة ثرول بدلاً من ذلك في ووركرافت 3، التي بدأ تطويرها في أوائل عام 1998. تم الإعلان عن اللعبة كلعبة إستراتيجية لعب الأدوار (RPS) في 5 سبتمبر 1999، في مؤتمر صحفي لمصمم اللعبة الرئيسي روب باردو في المعرض التجاري الأوروبي للكمبيوتر 1999.
في منتصف يناير 2002، شحنت بليزارد 5000 نسخة تجريبية من ووركرافت 3 إلى مختبرين تم اختيارهم عشوائيًا للمساعدة في تحسينها قبل طرحها في المتاجر. يحتوي الإصدار التجريبي على جميع وحدات وأجناس اللعبة، ومع ذلك، كان يمكن تشغيله فقط عبر Battle.net ؛ لم تكن ألعاب اللاعب الفردي ولعب LAN قابلة للعب في الإصدار التجريبي من اللعبة. تم إصدار ووركرافت 3 لأول مرة في الولايات المتحدة في 3 يوليو 2002  وفي أوروبا في 5 يوليو 2002.
تواصل بليزارد الحفاظ على ووركرافت 3 فيما يتعلق بالمشكلات الفنية والتوافق مع أنظمة التشغيل الأحدث. في أبريل 2018، دمجت بليزارد دعم الشاشة العريضة لأول مرة، بعد أكثر من 15 عامًا من الإصدار الأول للعبة.

### التصميم المرئي
كانت ووركرافت 3 هي أول لعبة بليزارد يتم تقديمها باستخدام رسومات ثلاثية الأبعاد. على عكس الألعاب ثلاثية الأبعاد الأخرى في تلك الحقبة، فقد شمل ذلك جميع أجزاء اللعبة، بما في ذلك شاشات القائمة. جميع الشخصيات، بما في ذلك وحدات البيئة مثل الأغنام، لها صور ثلاثية الأبعاد خاصة بها عند تحديدها والتي تتحرك عندما تتحدث الوحدة. لا تستخدم اللعبة ملخصات المهمة مثل سابقتها ولكنها بدلاً من ذلك تُحكى القصة باستخدام المشاهد التي تم عرضها باستخدام محرك اللعبة ثلاثي الأبعاد. تُظهر هذه المشاهد الأحرف باستخدام كاميرا الرؤية الجانبية، مع تكبير النماذج. بالإضافة إلى ذلك، تحتوي كل حملة على أفلام سينمائية معروضة مسبقًا تعرض مع مرور الحملة.

### الكتابة
كتب كريس متزين معظم مهام اللعبة وخلفية القصة، وقدم أيضًا صوت ثرول. ساهم أيضًا في أعمال فنية في اللعبة الأولى سابقًا، وشارك في كتابة القصص والمهام في ووركرافت 2. كانت ووركرافت 3 هي اللعبة الأولى الذي يشغل متزين منصب المدير الإبداعي لها، وهو الدور الذي أستمر فيه في جميع ألعاب بليزارد حتى تقاعده في عام 2016.

### التعديل (Modding)
كما فعلت ووركرافت 2 وستار كرافت من قبل، تحتوي ووركرافت 3 على برنامج World Editor الذي يسمح للاعبين بإنشاء سيناريوهات وخرائط خاصة بهم. يعد برنامج التعديل World Editor قويًا بما يكفي للسماح للمُعدلين بتغيير أي جانب من جوانب اللعبة تقريبًا وإنشاء خرائط جديدة لا تحتوي إلا على القليل من المحتوى الأصلي للعبة. على الرغم من كثرة الميزات، كان برنامج التعديل سهلاً بما يكفي للاعبين الذين ليس لديهم أي خبرة في البرمجة لتصميم ألعاب جديدة. من خلال Battle.net ، يمكن للاعبين مشاركة هذه الخرائط مع الآخرين، مما يزيد من شعبية الخرائط المخصصة. لتسهيل التعديل، أصدر مطورو بليزارد والجهات الخارجية أدوات لمجموعة متنوعة من المهام. على الرغم من أن المحرر قد تلقى تحديثات من خلال تصحيحات اللعبة، إلا أنه غير مدعوم رسميًا كمنتج.

### التوسعة
مباشرة بعد الإصدار، بدأت بليزارد في تبادل الأفكار للتوسعة والتطوير في أكتوبر 2002. في يناير 2003، أعلنت بليزارد أن حزمة التوسيع كانت بعنوان العرش المُجمّد The Frozen Throne وتواصل قصة الجان الليلي والبشر والأموات بعد أحداث اللعبة الرئيسية مع توفير حملة مُنفصلة تمامًا ومركزة على لعب الأدوار للأورك. من بين التغييرات الأخرى، أضافة العرش المُجمّد بطلاً جديدًا لكل فصيل بالإضافة إلى خمسة أبطال محايدين يمكن توظيفهم من قبل جميع الفصائل. بعد اختبار تجريبي لعام سمح لـ 20,000 لاعب باختبار التوسعة، وتم إصدارها في جميع أنحاء العالم في 1 يوليو 2003.

## الإستقبال

### الإستقبال النقدي
في مراجعة موقع مجمع ميتاكريتيك على الويب، حصلت ووركرافت 3 على درجة 92/100، مما يشير إلى «الإشادة العالمية».

### المبيعات

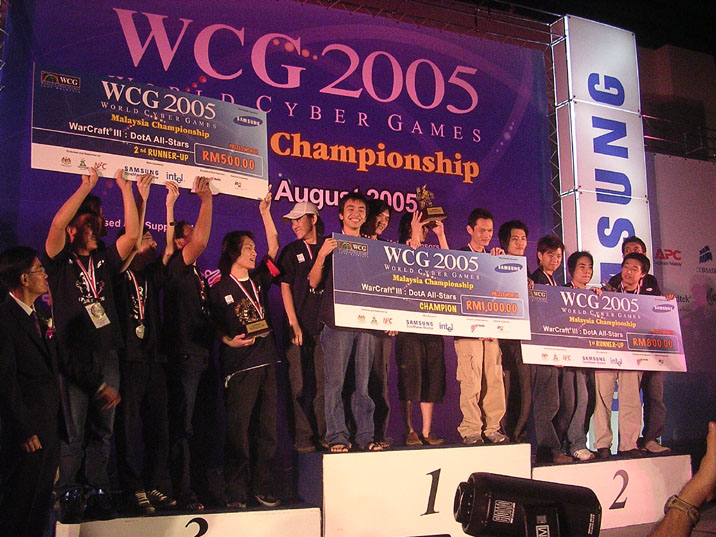
المراكز الثلاثة الأولى في بطولة العالم للألعاب الإلكترونية للعبة دفاع القدماء.

باعت ووركرافت 3 ملايين نسخة في الشهر الأول بعد الإصدار، لتصبح أسرع لعبة فيديو للكمبيوتر الشخصي مبيعًا في التاريخ في ذلك الوقت وتجاوزت الرقم القياسي الذي سجله ديابلو 2. أعلنت مجموعة NPD أنها ثالث أفضل لعبة كمبيوتر مبيعًا لعام 2002. في الولايات المتحدة، باعت ووركرافت 3 ملايين نسخة وحققت 49.4 مليون دولار بحلول أغسطس 2006، بعد إصدارها في يوليو 2002، مما يجعلها سابع أفضل ألعاب الكمبيوتر مبيعًا في البلاد لعبة كمبيوتر بين يناير 2000 وأغسطس 2006. كما حصلت على جائزة المبيعات «الذهبية» من جمعية ناشري برامج الترفيه والتسلية (ELSPA)، مما يشير إلى مبيعات لا تقل عن 20,0000 نسخة في المملكة المتحدة.
كان لـ ووركرافت 3 تأثير على الألعاب الإستراتيجية في الوقت الفعلي، وخاصة إضافة عناصر لعب الأدوار والأبطال كوحدات. أدت التعديلات التي تم إنشاؤها باستخدام برنامج التعديل World Editor إلى تغييرات دائمة وألهمت العديد من الألعاب المستقبلية. مهدت للعبة دفاع القدماء (DotA)DotA All-stars وهي نوع من ألعاب ساحة المعركة متعددة اللاعبين عبر الإنترنت، والتي ألهمت إنشاء التكملة المستقلة للمود، دوتا 2 ، وألعاب مثل ليغ أوف ليجيندز وأبطال نيويرث. أشارت بليزاردإلى DotA كمثال لما يمكن لرسامي الخرائط المتخصصين إنشاؤه باستخدام أدوات المطور القوية. أصبح دفاع القدماء سيناريو مهمًا للبطولات، بدءًا من بروزه في الظهور الأول لمؤتمر Blizzard's BlizzCon في عام 2005. منذ ذلك الحين، كان لـ موبا تأثير كبير على تطوير الرياضات الإلكترونية، حيث أصبحت من أكثر الألعاب مشاهدة في العالم. تم استخدام محرر World Editor كأداة لإنشاء العديد من الخرائط المخصصة الشهيرة للدفاع عن البرج والتي كانت بمثابة مصدر إلهام لألعاب الدفاع عن الأبراج المستقلة، مثل بلانتس فيرسيز زومبيز. العديد من الشخصيات والمواقع والمفاهيم التي تم تقديمها في ووركرافت 3 وتوسعها استمر في لعب أدوار رئيسية في وورلد أوف ووركرافت (2004)، والتي أصبحت أكثر لعبة تقمص الأدوار كثيفة اللاعبين على الإنترنت شعبية في العالم من حيث عدد اللاعبين البالغ 10 ملايين في عام 2009.

## أُنظر أيضًا
- ووركرافت 3: ذا فروزن ثرون
- وورلد أوف ووركرافت
- ووركرافت (سلسلة)
- ووركرافت (فيلم)
- دفاع القدماء

## روابط خارجية
- الموقع الرسمي